# Platysaurus torquatus
Espèce
Statut de conservation UICN

 LC  : Préoccupation mineure
Platysaurus torquatus est une espèce de sauriens de la famille des Cordylidae.

## Répartition
Cette espèce se rencontre au Zimbabwe, au Mozambique et au Malawi.

## Publication originale
- Peters, 1879 : Eine neue Art der Säugetiergattung Hyrax (H. nigricans) aus Chinchoxo und über eine neue Eidechse, Platysaurus torquatus, aus Mossambique. Sitzungsberichte der Gesellschaft Naturforschender Freunde zu Berlin, vol. 1879, n. 2, p. 10-11 (texte intégral).